# S REAL Immobilien

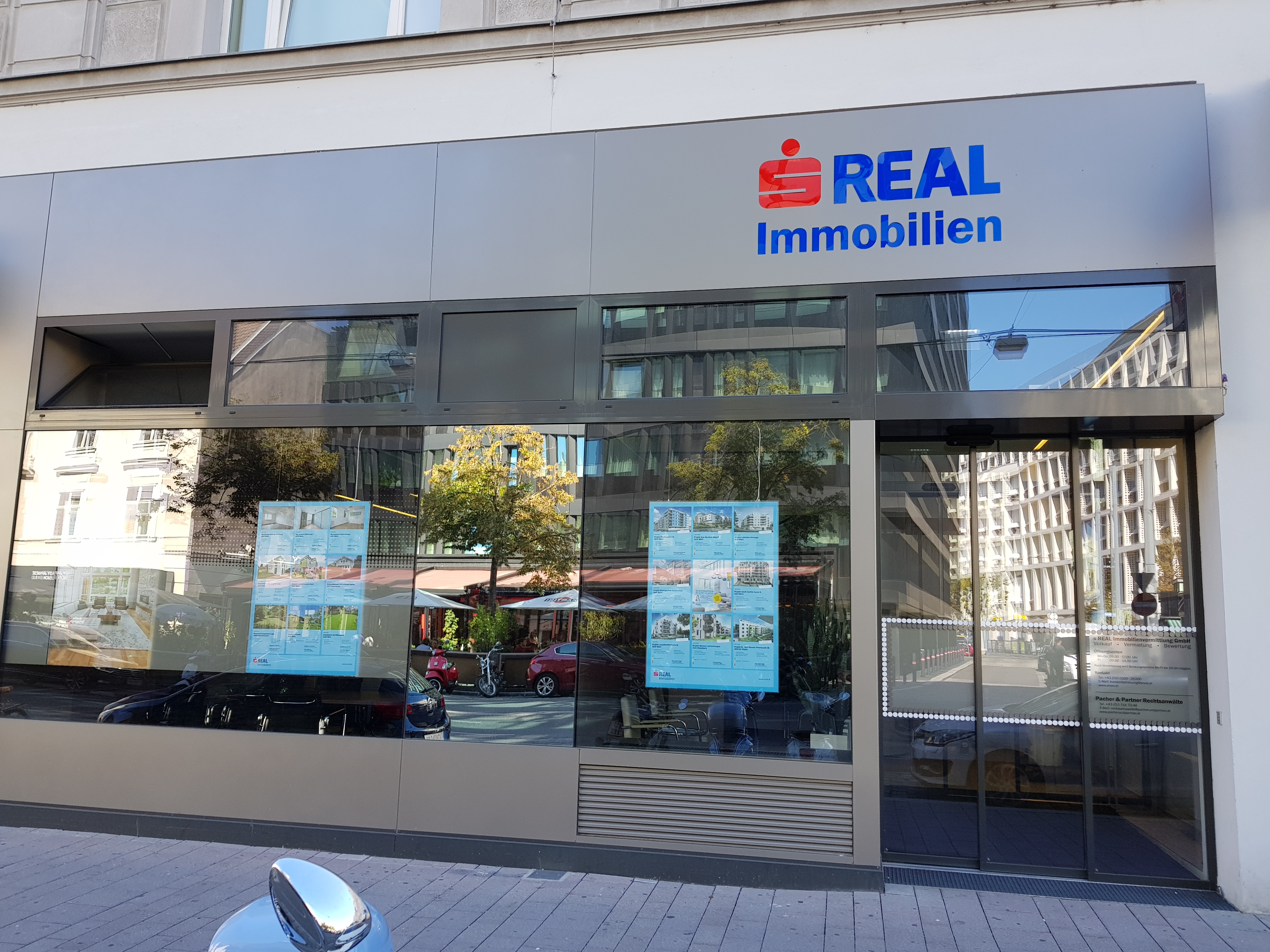
Hauptfiliale

Die s REAL Immobilien ist ein österreichisches Immobilienvermittlungunternehmen. Die GmbH ist ein Tochterunternehmen der Ersten Bank und der Sparkassen. Sie wurde 1979 als Kapitalgesellschaft gegründet. s REAL beschäftigt rund 250  Mitarbeiter, 200 davon im Außendienst. Die Immobilienfachberater stehen zum größeren Teil zu s REAL in einem Angestelltenverhältnis, einige sind selbstständige Kooperationspartner.

## Organisation
s REAL Immobilien wurde im Jahr 1979 als österreichische Immobilienvermittlungsgesellschaft der Ersten Bank, s Bausparkasse und Sparkassen gegründet.  
Die s REAL-Gruppe besteht aus sechs Landesgesellschaften: 
1. s REAL Wien
2. s REAL Oberösterreich
3. s REAL Steiermark
4. s REAL Tirol
5. s REAL Kärnten
6. s REAL Vorarlberg

Laut dem österreichischen Immobilien Magazin war die s REAL mit 23.888.181,00 Euro Honorarsumme im Jahr 2017 und über 3.500 vermittelten Objekten im Jahr 2015 eines von Österreichs größten Maklerunternehmen im Bereich der Wohnimmobilien. s REAL ist mit über 80 Niederlassungen in ganz Österreich vertreten, die zentrale Verwaltung befindet sich in Wien.
Der Tätigkeitsbereich der Vermittlungsarbeit umfasst sämtliche Immobilienarten und reicht  von Einfamilienhäusern über Eigentumswohnungen bis hin zu Grundstücken, Gewerbeimmobilien und Neubau-Projekten. Ein spezieller Arbeitsschwerpunkt liegt im Bereich der Beratung und Vermittlung von Immobilien zur Investition, wie Vorsorgewohnungen und Zinshäuser. Damit einhergehen Dienstleistungen rund um die Immobilie, wie die Erstellung von Immobiliengutachten, Sachverständigenarbeiten und sonstige, auch rechtliche, Beratertätigkeiten.